# カンジュルジャブ
カンジュルジャブ（漢字：甘珠爾扎布、中国語名：韓紹約、1903年 - 1971年）は、モンゴル族出身の満州国軍の軍人である。満州事変の際に内蒙古自治軍を組織し、満州国建国後は興安軍の中心的人物となった。一時期、川島芳子と結婚していたことがある。最終階級は陸軍中将。カナ表記はカンジュルジャップとも。

## 経歴
1903年（光緒28年）、バボージャブの次男として生まれる。1916年の第二次満蒙独立運動の際、バボージャブは騎兵部隊を率いて挙兵したが、中華民国軍（張作霖の東北軍）との戦闘で戦死した。父親の亡き後は日本に引き取られて早稲田大学で学び（中退）、1925年に「韓紹約」の名で陸軍士官学校（中華隊第18期）へ入学した。1927年には粛親王の十四女川島芳子（川島浪速の養女）と結婚したが、1929年に芳子の行方はわからなくなり、カンジュルジャブも彼女を探し求めることはしなかった。1932年、カンジュルジャブは鄭家屯で貝子セラガワンジュル（色拉嘎旺珠爾）の娘と再婚した。
1931年9月に満州事変が勃発し、モンゴル独立の好機と判断したカンジュルジャブは、国内外の蒙古青年を呼び集めて関東軍支援のもとに蒙古独立軍（のち「内蒙古自治軍」へ改称）を編成した。カンジュルジャブは総司令に就任したが、作戦方針について他の幹部と意見が合わず、内蒙古自治軍への改組の際に総参謀長・兼第3軍司令官となった。10月13日、カンジュルジャブの第3軍は通遼県城を攻撃したが、第1軍・第2軍の協力を得られないまま東北軍騎兵第3旅の反撃で撃退された。
1932年3月に満州国が成立し、満州国軍へ編入された内蒙古自治軍は興安南分省警備軍に改編され、カンジュルジャブは参謀長に就任した。9月に蘇炳文が反乱を起こすと、興安南警備軍も関東軍の蘇炳文討伐作戦に参加した。満州国時代は、興安局警務科事務官、ダルハン王府興安警察局局長、興安南省警務庁長、興安陸軍軍官学校校長などを歴任した。
日中戦争中の1938年、中国共産党軍が河北省から熱河省へ侵入してきた。これに対して7月3日、カンジュルジャブ少将を支隊長とする甘支隊（興安騎兵第5団、第2団、第3団の約1,000人）が派遣された。甘支隊は古北口付近から興隆県、密雲、薊県、遵化方面を転戦し、12月までの間に戦闘回数45回、共産軍約5,000を撃破した。
1945年8月のソ連参戦時、カンジュルジャブ（中将）は第9軍管区司令官であった。8月12日、第9軍管区は通遼から奉天方面への後退を決定し、8月15日、部隊は博王府に集結した。8月16日未明、カンジュルジャブ司令と副官の2名が騎馬で去っていく姿が日系軍官らに目撃された。弟のジョンジュルジャブ（第10軍管区参謀長少将）が反乱を起こしたのに対し、カンジュルジャブは軍を残したまま姿を消した。司令官を失った第9軍管区部隊はその日のうちに解散した。
カンジュルジャブは赤軍の捕虜となり、新京の南嶺に収容されたあとシベリアへ抑留された。その後、撫順戦犯管理所に拘禁されて思想改造を受けた。1960年の第2回特赦によって釈放され、弟ジョンジュルジャブの死（1967年）の一年後に死去したとされる。